# Carly Binding
Carly Binding (Tauranga, 2 febbraio 1978) è una cantante neozelandese, ex componente del girl group TrueBliss.

## Biografia
Carly Binding è salita alla ribalta ad aprile 1999, quando attraverso la sua partecipazione al talent show Popstars è stata scelta come una delle cinque componenti delle TrueBliss, il girl group vincitore. Nel corso dello stesso anno il gruppo ha piazzato un singolo e un album in vetta alla classifica neozelandese. All'inizio del 2000 Carly Binding è stata la prima a separarsi dal gruppo, citando divergenze artistiche con le altre ragazze e con l'etichetta discografica Columbia Records.
Nel 2002 la cantante ha pubblicato il suo singolo di debutto da solista, Alright with Me (Taking It Easy), su etichetta Festival Mushroom Records. È stato il primo dei suoi quattro singoli consecutivi entrati nella top 20 neozelandese, e ha anticipato l'album Passenger, 6º posto in classifica e certificato disco d'oro dalla Recorded Music NZ con oltre 7 500 copie vendute a livello nazionale. Il suo secondo album So Radiate, dal sound più orientato verso il rock, è uscito nel 2006.

## Discografia

### Album
- 2003 - Passenger
- 2006 - So Radiate

### Singoli
- 2002 - Alright with Me (Taking It Easy)
- 2002 - We Kissed
- 2003 - Love Will Save Me
- 2003 - This Is It
- 2006 - I See the World
- 2006 - So Radiate
- 2007 - My Satellite
- 2008 - Boh Runga (con Boh Runga)
- 2015 - Team, Ball, Player, Thing (con artisti vari per il progetto #KiwisCureBatten)